# Fibrynogen
Fibrynogen (I czynnik krzepnięcia) – białko osocza krwi wytwarzane w wątrobie, biorące udział w końcowej fazie procesu krzepnięcia i przekształcane w białko fibrylarne – fibrynę (włóknik), współtworzącą skrzep krwi. Fibrynogen łącząc się z receptorami GpIIb/IIIa powoduje agregację aktywowanych trombocytów. Jest zaliczany do białek ostrej fazy.

## Budowa cząsteczki
Z punktu widzenia chemicznego fibrynogen jest dimerem, obie podjednostki składają się z łańcuchów polipeptydowych αA – 610 aminokwasów, βB – 73 tys. – i γ z 411 aminokwasami. Monomery połączone są wiązaniami dwusiarczkowymi. Cała cząsteczka ma masę 340 kDa. Za syntezę łańcuchów białka w hepatocytach odpowiadają 3 geny ulokowane na chromosomie 4.

## Udział w procesie krzepnięcia
Pod wpływem trombiny (czynnik krzepnięcia IIa) dochodzi do odszczepienia krótkich fragmentów podjednostek α i β (fibrynopeptydów A i B), spontanicznej polimeryzacji i wytworzenia fibryny labilnej (czynnik Ia), która pod wpływem czynnika XIIIa i jonów Ca2+ przechodzi w usieciowaną, nierozpuszczalną fibrynę stabilną (czynnik Ib). Ta ostatnia wraz z czopem trombocytarnym, erytrocytami i leukocytami formuje skrzep krwi.
Proces odwrotny, czyli fizjologiczne rozpuszczanie skrzepu to fibrynoliza.

## Znaczenie kliniczne
Za fizjologiczne stężenie fibrynogenu we krwi przyjmuje się wartości od 1,5 do 3,5 g/l (150–350 mg/dl).

### Niedobór fibrynogenu
Niedobór predysponuje do wystąpienia krwawień. Może być spowodowany zmniejszoną syntezą (np. w przebiegu marskości wątroby, afibrynogenemii czy hipofibrynogenemii) bądź nadmiernym zużyciem (np. w zespole rozsianego krzepnięcia wewnątrznaczyniowego DIC).

### Nadmiar fibrynogenu
Wartości podwyższone, którym towarzyszy zwiększone ryzyko zakrzepicy, obserwowane są po urazach (w tym operacjach), w ostrych stanach zapalnych, chorobie wieńcowej, zespole nerczycowym, w kolagenozach,  w niektórych nowotworach, w zawale mięśnia sercowego i w udarach, ale także fizjologicznie podczas ciąży.

## Wrodzony niedobór fibrynogenu
Wrodzony niedobór fibrynogenu zdarza się rzadko (1-2/1.000.000). Dziedziczony jest prawdopodobnie jako cecha autosomalna recesywna. Obejmuje on stany w których stężenie fibrynogenu jest nieoznaczalnie niskie (afibrynogenemia), obniżone ale z zachowaną prawidłową budową cząsteczki (hipofibrynogenemia), lub syntetyzowane białko jest dysfunkcyjne (dysfibrynogenemia). Możliwy jest też wariant mieszany – hipodysfibrynogenemia.
W przypadku afibrynogenemii krew pozbawiona jest możliwości krzepnięcia, możliwe są trudne do zahamowania krwotoki, jednakże u niektórych osób objawy są zaskakująco skąpe. Afibrynogenemia i hipofibrynogenemia mogą być diagnozowane już u noworodków (nadmierne krwawienia z pępowiny). Często występują krwawienia z nosa i dziąseł oraz łatwe siniaczenie, natomiast krwawienia dostawowe (w przeciwieństwie do hemofilii) są dość rzadkie.
Dysfibrynogenemia w około połowie przypadków przebiega bezobjawowo, u 1/4 osób z tendencją do krwawień i w podobnym odsetku do tworzenia zakrzepów (z krwawieniami bądź bez nich).
Leczenie polega na podawaniu krioprecypitatu, świeżo mrożonego osocza (FFP) lub koncentratu czynnika I.